# Hoor je mij
Hoor je mij is een lied van de Nederlandse zangeres S10. Het werd in 2022 als single uitgebracht en stond in hetzelfde jaar als zesde track op het album Ik besta voor altijd zolang jij aan mij denkt.

## Achtergrond
Hoor je mij is geschreven door Léon Paul Palmen, Jacqueline Govaert en Stien den Hollander en geproduceerd door Palm Trees. Het is een nummer die past in de genres nederpop en alternatieve pop. In het lied zingt S10 tegen iemand over slecht en depressief gevoel en vertelt ze dat het niet voor altijd zo zal blijven, maar dat het over tijd beter wordt. Het nummer was al lang geschreven voordat het werd uitgebracht. Het zou de oorspronkelijke inzending door de zangeres worden voor het Eurovisiesongfestival 2022, maar de keuze viel op het laatste moment op De diepte. De zangeres stuurde wel van beide nummers demo's op bij haar inzending.
Eind 2022, kort nadat het was uitgebracht, werd het lied uitkozen als themalied voor 3FM Serious Request van dat jaar. De inzamelactie verzamelde in dat jaar voor Het Vergeten Kind en de organisatie vond dat het nummer goed aansloot bij het goede doel. Hiermee kwam er meer aandacht voor het lied, mede doordat het nummer ook werd uitgeroepen tot 3FM Megahit. Tijdens de eindshow van de inzamelingsweek zong de zangeres het lied samen met Kinderen voor Kinderen.

## Hitnoteringen
De zangeres hadden bescheiden succes met het lied in Nederland. Het had geen notering in de Single Top 100 en ook de Nederlandse Top 40 werd niet bereikt. Bij laatstgenoemde was er wel de vijftiende positie in de Tipparade.